# Spiele der kleinen Staaten von Europa 1987
Die Spiele der kleinen Staaten von Europa 1987 fanden 1987 in Monaco statt.

## Sportarten
| - Leichtathletik - Basketball - Radsport - Judo - Tennis | - Schießen - Schwimmen - Gewichtheben - Volleyball |

## Medaillenspiegel
| Platz               | Staat               | Gold | Silber | Bronze | Gesamt |
| ------------------- | ------------------- | ---- | ------ | ------ | ------ |
| 1                   | Island              | 27   | 14     | 7      | 48     |
| 2                   | Luxemburg           | 15   | 25     | 22     | 62     |
| 3                   | Zypern              | 13   | 17     | 16     | 46     |
| 4                   | Monaco              | 6    | 3      | 11     | 20     |
| 5                   | Liechtenstein       | 3    | 1      | 6      | 10     |
| 6                   | San Marino          | 1    | 5      | 5      | 11     |
| 7                   | Malta               | 1    | 1      | 4      | 6      |
| 8                   | Andorra             | 0    | 0      | 1      | 1      |
| Gesamt (8 Nationen) | Gesamt (8 Nationen) | 66   | 66     | 72     | 204    |